# Сигоса

Сигоса — река в России, протекает в Угранском районе Смоленской области. Правый приток Угры.

## Название
Гидроним Сигоса имеет финно-угорское происхождение. Слово sigga означает свинья, таким образом, Сигоса переводится как свиная река, то есть грязная.

## География
Река Сигоса берёт начало в районе деревни Лунино. Течёт на север, пересекает автодорогу Р132. Устье реки находится в 232 км по правому берегу реки Угра. Длина реки составляет 33 км. 

## Данные водного реестра
По данным государственного водного реестра России относится к Окскому бассейновому округу, водохозяйственный участок реки — Угра от истока и до устья, речной подбассейн реки — Бассейны притоков Оки до впадения Мокши. Речной бассейн реки — Ока.
По данным геоинформационной системы водохозяйственного районирования территории РФ, подготовленной Федеральным агентством водных ресурсов: 
- Код водного объекта в государственном водном реестре — 09010100412110000020842
- Код по гидрологической изученности (ГИ) — 110002084
- Код бассейна — 09.01.01.004
- Номер тома по ГИ — 10
- Выпуск по ГИ — 0

### Притоки (км от устья)
- 19 км: река Сигоска (лв)